# Marcos Antônio Abdalla Leite
Pour les articles homonymes, voir Abdalla et Marquinhos (homonymie).
Marcos Antônio Abdalla Leite, également connu sous le nom de Marquinhos, né le 23 mars 1952, à Rio de Janeiro, au Brésil, est un joueur brésilien de basket-ball, qui a évolué au poste de pivot.

## Palmarès
- Finaliste du championnat du monde 1970
- 3e du championnat du monde 1978
- Champion des Amériques 1984
- Vainqueur des Jeux panaméricains de 1971
- Finaliste des Jeux panaméricains de 1983
- 3e des Jeux panaméricains de 1975 et 1979
- Coupe intercontinentale 1979